# Positif
Positif è una rivista cinematografica francese.
Fu fondata a Lione nel 1952 da Bernard Chardère, seguendo il modello degli appena nati Cahiers du Cinéma; alcuni dei suoi membri fondatori avevano fatto parte dell'esperienza del surrealismo. Nel 1954 la redazione fu spostata a Parigi dove si trova tuttora. Per lungo tempo Positif fu la principale rivale dei Cahiers e fra i redattori delle due riviste si svilupparono polemiche rimaste celebri nella storia della critica cinematografica.
Negli anni cinquanta la rivista si dichiara vicina alle posizioni della sinistra non-comunista, all'opposto dei Cahiers che supportavano numerosi registi non impegnati a sinistra e spesso definiti "fascisti" da Positif. Negli anni sessanta Positif fu spesso considerata una rivista di cinema orientata a sinistra e ideologicamente vicina al marxismo, grazie alle sue prese di posizione favorevoli all'indipendenza dell'Algeria e delle manifestazioni del maggio 1968. Positif esprimeva una linea editoriale meno "parigina" ed elitaria rispetto ai Cahiers, più aperta verso generi non strettamente legati alla "politica degli autori", come la commedia e l'horror, ma eccentrica anche rispetto alla critica militante. Più in generale, i Cahiers sono tradizionalmente interessati al rapporto tra politica ed estetica, mentre Positif privilegia i temi trattati rispetto alla forma. Questo aspetto militante in seguito sarà comunque sempre meno marcato nella linea editoriale della rivista.
Positif è stata diretta dal critico Michel Ciment. Alla sua scomparsa, avvenuta il 14 novembre 2023, la rivista rivale Cahiers du cinéma dedica un affettuoso editoriale da parte del direttore Marcos Uzai. Per celebrare il cinquantesimo anniversario, nel 2002, erano state organizzate mostre e retrospettive cinematografiche alla Cinémathèque française di Parigi e al Museum of Modern Art di New York. A Michel Ciment, è subentrato come direttore Philippe Rouyer. Quest'ultimo in un editoriale del maggio 2025 dà un'idea della linea della rivista  e riporta, come incipit, un articolo su Le Monde di Olivier Mantei che in sostanza dice quanto sia deleteria una cultura per tutti e non si occupi di dare gli strumenti per avvicinarsi a un'opera d'arte ma, usando una scorciatoia, trasforma quest'ultima fino a snaturala affinché risulti popolare. In realtà non è niente, continua Mantei, in quanto, in materia di cultura, impopolare non è il contrario di popolare.